# Nicola De Martino (vescovo)
Nicola De Martino (Buonabitacolo, 17 settembre 1818 – Ercolano, 10 maggio 1881) è stato un vescovo cattolico italiano.

## Biografia
Nacque nel 1818 da Elia e donna Teresa Lombardi, di una facoltosa famiglia borghese provinciale. Studiò teologia nel seminario di Novi e fu ordinato sacerdote il 18 settembre 1841, divenendo poi uno dei primi canonici della diocesi di Diano, oggi Teggiano-Policastro, istituita nel 1851. Professore di Sacra Scrittura nel locale seminario, ebbe come studenti anche laici, segnalandosi per lo zelo, la disponibilità e l'umiltà non comuni. Inizialmente fu parroco della chiesa madre, di cui ne curò il restauro dopo il terremoto del 1857.
«Tra gli applausi dei liberali e gli evviva dei voltagabbana trascorsero i furori del 1860, che travolsero non pure astiosi reazionari, ma anche uomini rispettabili, che, come Nicola De Martino, non avevano voluto far torto alla coerenza».
Fu vicario generale a Caserta e a Cerreto, dove conobbe il vescovo Luigi Sodo, che lo portò a Roma per il Concilio Vaticano I. Nominato vescovo, si dimise nel 1876, a causa di motivi di salute.
Morì nel sonno nel 1881 a Resina (oggi Ercolano). La salma fu poi traslata a Buonabitacolo e tumulata nella cappella di famiglia.

## Genealogia episcopale
La genealogia episcopale è:
- Cardinale Scipione Rebiba
- Cardinale Giulio Antonio Santori
- Cardinale Girolamo Bernerio, O.P.
- Arcivescovo Galeazzo Sanvitale
- Cardinale Ludovico Ludovisi
- Cardinale Luigi Caetani
- Cardinale Ulderico Carpegna
- Cardinale Paluzzo Paluzzi Altieri degli Albertoni
- Papa Benedetto XIII
- Papa Benedetto XIV
- Papa Clemente XIII
- Cardinale Marcantonio Colonna
- Cardinale Giacinto Sigismondo Gerdil, B.
- Cardinale Giulio Maria della Somaglia
- Cardinale Carlo Odescalchi, S.I.
- Cardinale Costantino Patrizi Naro
- Vescovo Nicola De Martino